# Église évangélique slovaque de la confession d'Augsbourg en Serbie
L'Église évangélique slovaque de la confession d'Augsbourg en Serbie (en slovaque : Slovenská evanjelická augsburského vyznania cirkev v Srbsku, en abrégé : SECAV) est une Église luthérienne en Serbie. Elle rassemble 40 000 fidèles. Depuis 2020, elle est administrée par L'évêque Jaroslav Javorník.

## Histoire
Les premiers Slovaques luthériens arrivèrent en Voïvodine en 1745. Aux XVIIIe et XIXe siècles, d'autres vagues de migrants vinrent à leur tour s'installer dans la région. Ils organisèrent alors leur propre Église, particulièrement après l'édit de tolérance promulgué par Joseph II en 1781 et garantissant la liberté de culte et le libre accès de tous les citoyens, quelle que soit leur confession, à la vie publique sur les terres des Habsbourgs.
En 1946, le régime communiste confisqua en partie les possessions de l'Église ; certaines paroisses agricoles virent leurs terres réduites à un maximum de 10 ha. Aujourd'hui, l'Église luthérienne slovaque de Voïvodine est soutenue par les contributions volontaires et les dons de ses membres.

## Organisation
L'Église est constituée de trois diocèses ou séniorats (en slovaque au singulier : seniorát ; au pluriel : senioráty), ceux de Bačka, de Syrmie et du Banat, regroupant 27 paroisses (slovaque : Cirkevné zbory) et 14 communautés filles. Elle compte 27 ministres, dont 5 sont des femmes. L'évêque qui administre l'Église est dr.theo. Jaroslav Javorník; la plus haute autorité législative et administrative de la SECAVC est le synode, qui se réunit annuellement.
La formation des ministres s'effectue à l'université Comenius de Bratislava.

### Diocèse de Bačka
Les paroisses du diocèse de Bačka sont les suivantes :
| Paroisse       | Nom slovaque    | Datation du temple | Photo |
| -------------- | --------------- | ------------------ | ----- |
| Bačka Palanka  | Báčska Palanka  | 1822               |       |
| Bački Petrovac | Báčsky Petrovec | 1823               |       |
| Bajša          | Bajša           | 1864               |       |
| Begeč          | Begeč           | 1913               |       |
| Čelarevo       | Čelarevo        |                    |       |
| Gložan         | Hložany         | 1797               |       |
| Kulpin         | Kulpin          | 1879               |       |
| Kisač          | Kysáč           | 1795               |       |
| Lalić          | Laliť           | 1852               |       |
| Novi Sad       | Nový Sad        | 1854               |       |
| Pivnice        | Pivnica         | 1826               |       |
| Savino Selo    | Savino Selo     |                    |       |
| Selenča        | Selenča         | 1870               |       |
| Silbaš         | Silbaš          | 1886               |       |

### Diocèse de Syrmie
Les paroisses du diocèse de Syrmie sont les suivantes :
| Paroisse                | Nom slovaque           | Datation du temple | Photo |
| ----------------------- | ---------------------- | ------------------ | ----- |
| Ašanja                  | Ašaňa                  | 1905               |       |
|                         | Bieljina               |                    |       |
| Bingula                 | Bingul'a               | 1862               |       |
| Boljevci                | Bol'ovce               | 1900               |       |
| Dobanovci               | Dobanovce              | 1907               |       |
| Erdevik                 | Erdevík                | 1902               |       |
| Ljuba                   | Ľuba                   | 2008               |       |
| Lug                     | Lug                    | 2006               |       |
| Slankamenački Vinogradi | Slankamenské vinohrady | 1953               |       |
| Šid                     | Šid                    | 1910               |       |
| Stara Pazova            | Stará Pazova           | 1788               |       |
| Višnjićevo              | Višnjitevo             |                    |       |
| Zemun                   | Zemun                  | 1926-1930          |       |

### Diocèse du Banat
Les paroisses du diocèse du Banat sont les suivantes :
| Paroisse          | Nom slovaque | Datation du temple | Photo |
| ----------------- | ------------ | ------------------ | ----- |
| Aradac            | Aradáč       | 1826               |       |
| Belo Blato        | Biele Blato  | 1902               |       |
| Hajdučica         | Hajdušica    | 2009               |       |
| Janošik           | Jánošík      | 1884               |       |
| Kovačica I        | Kovačica I   | 1828               |       |
| Kovačica II       | Kovačica II  |                    |       |
| Ostojićevo        | Ostojićevo   |                    |       |
| Padina            | Padina       | 1841               |       |
| Pančevo-Vojlovica | Vojlovica    | 1902               |       |
| Zrenjanin         | Zreňanin     | 1837               |       |

## Publications
L'Église évangélique publie le magazine mensuel Evanjelický hlásnik (le « Messager évangélique ») à environ 2 650 exemplaires, l'almanach annuel Rocenka à environ 1 500 exemplaires et le Calendrier évangélique (Evanjelický Kalendár) à environ 17 000 exemplaires.

## Relation avec les autres Églises
L'Église évangélique slovaque de la confession d'Augsbourg en Serbie est membre de la Fédération luthérienne mondiale, de la Conférence des Églises européennes et du Conseil œcuménique des Églises.